# Papp József (ügyvéd)
Papp József (Nagysomkút, 1854. október 12. – 1905 után?) jogi doktor, ügyvéd, országgyűlési képviselő.

## Élete
Régi nemes családból származott. Apja, Papp József királyi tanácsos és ügyvéd volt. Iskoláit Nagybányán, Szatmárt, Nagyváradon és Budapesten végezte, ahol az egyetemen jogi doktori oklevelet nyert és az ügyvédi vizsgát is letette. Mint fiatal ügyvéd Nagysomkúton praktizált. 1883-ban aljárásbírónak neveztetett ki Szamosújváron, 1886-ban Máramarosszigeten lett királyi alügyész, ugyanott törvényszéki bíróvá lépett elő és később táblabírói címmel és jelleggel tüntették ki. Máramarossziget városi és a máramarosmegyei közügyekben élénk részt vett. A márámaros megyei úrbéri birtokrendezések körül nagy érdemeket szerzett. Mint apja és apósa, Mihalka László máramarosi alispán, a hazafias ruménekhez tartozott. Szülőhelye Nagysomkút, az 1901. évi képviselőválasztáson nagy többséggel választotta képviselőjévé szabadelvű programmal. Az igazságügyi bizottság tagja volt. 1903 augusztusában Ő felsége neki mint a budapesti egyetem magántanárának a rendkívüli tanári címet és jelleget adományozta. 1905 januárjában visszalépett a nagysomkúti választókerületben, így gróf Teleki Pált választották meg helyette képviselőnek.
A helyi lapokba gyakran írt cikkeket, a jogi szaklapokban is publikált. Cikke a Máramarosi Lapokban (1897., 39. sat. sz. Szigettől Krakkóig és vissza, utirajz). A képviselőházban mint román nemzetiségű a nemzetiségi kérdésben tartott hazafias beszédeivel tűnt fel.
A Máramarosi Ujságnak főszerkesztője volt 1903. július 21-től. Országgyűlési beszédei a Naplókban vannak.